# Nematus cadderensis
Nematus cadderensis är en stekelart som beskrevs av Cameron 1875. Nematus cadderensis ingår i släktet Nematus, och familjen bladsteklar. Arten är reproducerande i Sverige.